# Аян (озеро)
Аян — проточное озеро ледниково-тектонического происхождения в Красноярском крае России, располагается на юге Таймырского Долгано-Ненецкого района.
Озеро Аян находится на высоте 465—467 м над уровнем моря, в самом центре плато Путорана. Его площадь составляет 89,6 км², площадь водосборного бассейна — 1869 км². Длина озера — 56 км, ширина — до 2,5 км. Питание снеговое и дождевое. В озеро впадает множество рек и ручьев, наиболее значимые из которых Гулэми, Капчуг, Амнундакта и Дулук-Икэн; вытекает река Аян. Глубина достигает 256 м.
Озеро Аян протянулось длинной узкой лентой среди горного плато с севера — северо-запада на юг — юго-восток, образуя в южной части два длинных залива — так называемые «штаны». Вода отличается чистотой и прозрачностью, с низким содержанием биогенных элементов. Олиготрофное. Берега крутые и обрывистые. Окружающие горы поднимаются на высоту более 1200 м. Исток реки Аян образует широкую долину, которая является коридором миграции северного оленя на север. Лёд покрывает озеро около десяти месяцев в году.
Территория озера включена в Путоранский заповедник. Постоянные населённые пункты на берегу озера отсутствуют. Лишь в заливе Капчуг у южной оконечности озера находится кордон Путоранского заповедника.
Код водного объекта в государственном водном реестре — 17040100111117600000748.

### Ихтиофауна
В озере обитают хариус, голец, сиг, ряпушка.